# MPS Group Championships 2010
MPS Group Championships 2010 - професійний жіночий тенісний турнір, який проходив на відкритих ґрунтових кортах Sawgrass Country Club курорту Понте-Ведра-Біч (Флорида, США) з 5 по 11 квітня 2010 року як частина серії International в рамках туру WTA 2010. Це було 31-ше за ліком подібне змагання і 2-ге проведене на новому місці.
Провідними учасницями були: 2-га ракетка світу Каролін Возняцкі, чемпіонка Moorilla Hobart International 2010 Альона Бондаренко, фіналістка цього турніру 2008 року Домініка Цібулкова і чемпіонка Monterrey Open 2010 Анастасія Павлюченкова.

## Учасниці

### Сіяні гравчині
| Спортсменка            | Країна     | Рейтинг* | сіяна |
| ---------------------- | ---------- | -------- | ----- |
| Каролін Возняцкі       | Данія      | 2        | 1     |
| Альона Бондаренко      | Україна    | 25       | 2     |
| Домініка Цібулкова     | Словаччина | 28       | 3     |
| Олена Весніна          | Росія      | 34       | 4     |
| Анастасія Павлюченкова | Росія      | 35       | 5     |
| Александра Возняк      | Канада     | 38       | 6     |
| Віржіні Раззано        | Франція    | 39       | 7     |
| Мелані Уден            | США        | 42       | 8     |

- Рейтинг і посів станом на 22 березня.

### Інші учасниці
Нижче наведено учасниць, які отримали вайлд-кард на участь в основній сітці:
- Карлі Галліксон
- Моріта Аюмі
- Слоун Стівенс

Нижче наведено гравчинь, які пробились в основну сітку через стадію кваліфікації:
- Софі Фергюсон
- Сесил Каратанчева
- Бетані Маттек-Сендс
- Анна Татішвілі

## Фінал

### Одиночний розряд
Каролін Возняцкі -  Ольга Говорцова, 6–2, 7–5
- Це був перший титул Возняцкі за рік, 2-й на цьому турнірі (після 2009 року) і 7-й за кар'єру.

### Парний розряд
Бетані Маттек-Сендс /  Янь Цзи defeated  Чжуан Цзяжун /  Пен Шуай, 4–6, 6–4, [10–8]